# V406 Возничего
V406 Возничего (лат. V406 Aurigae), HD 43478 — тройная звезда в созвездии Возничего на расстоянии приблизительно 643 световых лет (около 197 парсеков) от Солнца.
Пара первого и второго компонентов — двойная затменная переменная звезда типа Алголя (EA). Видимая звёздная величина звезды — от +7,58m до +7,47m. Орбитальный период — около 5,4641 суток.

## Характеристики
Первый компонент — белая Am-звезда спектрального класса A3 или A5mA7F3. Масса — около 2,178 солнечных, радиус — около 4,15 солнечных, светимость — около 31,283 солнечных. Эффективная температура — около 6699 K.
Второй компонент — жёлто-белая звезда спектрального класса F. Масса — около 1,66 солнечной, радиус — около 2,2 солнечных.
Третий компонент — коричневый карлик. Масса — около 68,49 юпитерианских. Удалён на 1,939 а.е..